# Бойчиновци
Бойчѝновци е град в Северозападна България. Той се намира в област Монтана, на около 15 km североизточно от град Монтана. Градът е административен център на община Бойчиновци. По данни на ГРАО към 15 септември 2023 г. в града живеят 1431 души по настоящ адрес и 1516 души по постоянен адрес.

## География
Община Бойчиновци е разположена в Северозападна България, в централната част на област Монтана. На запад граничи с община Монтана, на юг и югоизток – с община Криводол, и на север – с общините Вълчедръм и Хайредин.
Територията ѝ се пресича от средното течение на река Огоста и долното течение на река Ботуня.
Територията на общината 307 321 дка, в т.ч. фонд населени места 16 358 дка, селскостопански фонд 263 243 дка, горски фонд 21 596 дка и територии със специфичен режим на ползване (а именно водни площи, депа за отпадъци, територии за транспорт и инфраструктура) – 6124 дка.
Средната надморска височина е 138,7 m.

## История
Селището е основано около 1600 г., когато първите му жители бягали от село Затворник, което се намирало в близост до днешното село Белотинци. Причината за тяхното преместване била върлуващата чума. Преселниците избрали местността „Селище“ като най-добро място за заселване, което се намира северозападно от сегашното местоположение на града. Веднага след Освобождението на България Бойчиновци наброявало 300-400 души. Броят на населението започнал да нараства едва през 1910-1911 г., когато е прокарана железопътната линия София – Видин. До 1916 г. населението на Бойчиновци бързо нараства и достига 1142 жители. През 1945 г. в Бойчиновци е построен най-големия промишлен комбинат в Северозападна България ДИК "Гаврил Генов". С държавен указ №. 944 от 4 септември 1974 г. Бойчиновци е обявен за град.

## Религии
В мнозинството си жителите са православни християни.

## Икономика

### Железопътна инфраструктура
Железопътна гара Бойчиновци е разположена на 57 km от възловата гара Мездра, по линията Мездра – Видин. Тук се прави връзката с влаковете за градовете Монтана и Берковица. Спирката на село Охрид (село) е най-близо до гарата в Бойчиновци, на път към Враца и Мездра.

## Обществени институции

### Читалищна мрежа
Читалищата в община Бойчиновци са общо 11. Всяко от тях има библиотека. Общият брой на библиотечния фонд е 105 490 бр. книги. Богата е дейността на самодейните читалищни колективи с участия и награди от регионални и национални изяви.
Читалище „Възраждане“ гр. Бойчиновци спечели и осъществи проект за изграждане на интернет център, който вече втора година е особено привлекателен за всички възрасти.

## Забележителности
Особено атрактивни са следните забележителности, намиращи се на територията на общината: малката рекичка Рибине в землището на село Лехчево с растящите в нея красиви жълти водни рози (Nuphar Iutea); петте величествени вековни дървета край Бойчиновци, червените поляни от цъфналия през май див божур, в горския масив край село Мадан, осемте православни храма, по-голяма част от които с над стогодишна история.

## Редовни събития
- 24 май – събор на Бойчиновци.

## Други
В Бойчиновци дълги години функционира Поправителен дом за непълнолетни младежи (именуван „А. С. Макаренко“ преди 1990) за непълнолетни момчета (14 – 18 г.), който е място за изпълнение на наказанието лишаване от свобода. Поправителните домове по същество са затвори, а не трудово-възпитателни училища, в които се настаняват и малолетни, но без присъди, т.е. престоят в тях е съобразно издадена присъда, за разлика от системата на ТВУ преди 1990 г. Според НК на РБ малолетните лица (до 14 г.) не са наказателно отговорни. Щатен свещеник в него е архимандрит Йосиф (Иванов), който организира иконографско ателие, а християнската фондация „Адра“ – курс по шев и кройка.
"Поправителният дом в град Бойчиновци е създаден през месец юли 1956 година, когато в него са преместени непълнолетните момчета от домовете в София и Пловдив. Сградата, в която се помещава Поправителният дом, е построена през 1951 година и е била предназначена за казарма. В нея до 1956 година се помещава военно поделение на вътрешни войски. През септември 1956 година към Дома се открива и основно училище „А. С. Макаренко“ с две начални и три прогимназиални паралелки." 
През 2018 година поправителният дом е прехвърлен във Врачанския затвор, а съоръженията му са преустроени в затворническо общежитие от закрит тип, негов филиал.